# FV Steinau
Der FV Steinau (offiziell: Fußballverein Steinau 1919 e.V.) ist ein Fußballverein aus Steinau an der Straße im Main-Kinzig-Kreis. Die erste Fußballmannschaft spielte zwei Jahre in der damals viertklassigen Oberliga Hessen.

## Geschichte
Der Verein wurde am 16. Juli 1919 als FV Steinau gegründet. Im Jahre 1933 fusionierte dieser mit dem 1897 gegründeten TV Steinau zum TSV Steinau 1897/1919. Hieraus wurde am 16. September 1945 die Sport- und Kulturgemeinde Steinau, aus der am 5. März 1946 die Sportgemeinschaft Steinau wurde. In den 1950er Jahren kam es zur Aufspaltung in den FV Steinau und den TV Steinau.
Mitte der 1960er Jahre kam es zu einem Aufschwung des Vereins bis in die damalige Gruppenliga. Mit den beiden Steinauer Eigengewächsen, Mittelfeldregisseur Eberhard Geschwindner und Torjäger Udo Schittrigkeit spielte die Mannschaft mehrfach um den Aufstieg in die Hessenliga. Nach Jahrzehnten in lokalen Spielklassen kam es in den 1990er Jahren zum sportlichen Höhenflug. Nach vier Aufstiegen in Folge erreichte die von Kurt Kowarz trainierte Mannschaft im Jahre 1997 die Oberliga Hessen. Hinter dem Aufschwung standen der Vorstandsvorsitzende Norbert Schüler und der Obmann Alfred Lotz. In der Saison 1997/98 erreichten die Steinauer auf Anhieb Rang acht. Danach zogen sich zahlreiche Sponsoren zurück, so dass der Verein mit einer überforderten Mannschaft in die folgende Saison zog. Mit nur einem Sieg, der FSC Lohfelden wurde 2:0 geschlagen, wurde der FV Steinau Tabellenletzter. Beim FV Bad Vilbel musste die Mannschaft eine 0:9-Niederlage hinnehmen. Ein Jahr später stieg die Mannschaft mit 120 Gegentoren auch aus der Landesliga Hessen-Nord ab. Seit 2008 tritt der FV Steinau in der Kreisoberliga Fulda-Süd an.